# Benkovski, Sofia
Benkovski (în bulgară Бенковски) este un sat în comuna Mirkovo, regiunea Sofia,  Bulgaria. 

## Demografie
Componența etnică a satului Benkovski
     Bulgari (67,66%)
     Romi (27,06%)
     Turci (2,25%)
     Nicio identificare (3%)
La recensământul din 2011, populația satului Benkovski era de 133 locuitori. Din punct de vedere etnic, majoritatea locuitorilor (67,66%) erau bulgari, existând și minorități de romi (27,06%) și turci (2,25%). Pentru 3,0% din locuitori nu este cunoscută apartenența etnică.